# Nana Sahib

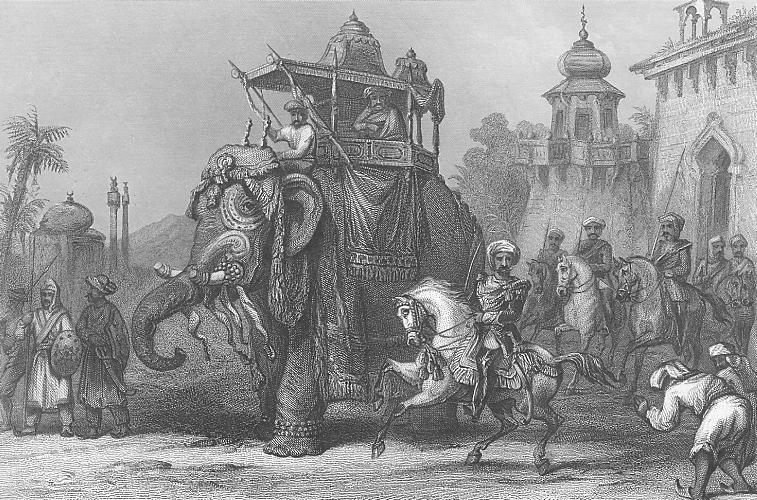
Nana Sahib con su escolta.

Nana Sahib (19 de mayo de 1824 - desapareció en 1857 y murió en Naimisharania, en 1906) nacido como Dhondu Pant, fue un líder indio que al frente de los cipayos se rebeló contra el dominio británico de la India en 1857.